# Velký křach

Představa Velkého křachu

Velký křach (též Velký krach) je označení pro model budoucího vývoje vesmíru, který počítá s tím, že se jeho rozpínání zastaví a přejde ve smršťování, které nevyhnutelně skončí zánikem veškeré hmoty v singularitě.
Poslední měření rychlosti vzdalování galaxií možnosti takového vývoje příliš nenasvědčují. Naopak se zdá, že se vzdalování zrychluje. Současná kosmologie toto zrychlování neumí příliš dobře vysvětlit, takže stále existuje možnost, že se tento mechanismus časem obrátí a začne přispívat k smršťování.